# Szabó József (biológus)
Szabó József (Kolozsvár, 1911. augusztus 31. – Kolozsvár, 1995. augusztus 20.) erdélyi magyar biológus, biológiai szakíró, egyetemi oktató.

## Életútja, munkássága
Tanulmányait szülővárosában végezte, 1929-ben érettségizett, a kolozsvári I. Ferdinand Egyetem Természettudományi Karán szerzett diplomát 1934-ben, majd a iaşi-i tanárképzőben tett természetrajz–földrajzból tanári vizsgát 1937-ben. 1934–44 között Sepsiszentgyörgyön, a Székely Mikó Kollégiumban, 1944–46 között Kolozsvárt az Egyetemi Gyakorló Gimnáziumban, majd a Református Kollégiumban tanított. 1949–58 között a Bolyai Tudományegyetem Biológia–Földrajz Karán, 1959-től a BBTE-n a biológia- és földrajztanítás módszertanának előadója nyugalomba vonulásáig (1973).
Több biológiai és tantárgypedagógiai szakközlemény szerzője, melyek az egyetem Studia Universitatis Babeş–Bolyai, Natura című kiadványában jelentek meg. Tudománynépszerűsítő írásai az Ifjú Erdélyben és a Művelődésben láttak napvilágot. A Művelődés külső munkatársaként könyvismertetéseket is közölt. 1948–94 között számos biológia, földrajz, mezőgazdaságtan tankönyv és tudománynépszerűsítő munka fordítását végezte orosz és román nyelvből, részben önállóan, részben munkatársakkal.

## Egyetemi jegyzetei
- Gerincesek összehasonlító anatómiája. I–II. (Kolozsvár, 1951, 1952);
- Szövettan, fejlődéstan (Kolozsvár, 1953).

## Kötete
- A laboráns könyve (Grünwald Ernővel, Kolozsvár, 1954).

## Forrás
- Romániai magyar irodalmi lexikon: Szépirodalom, közírás, tudományos irodalom, művelődés V/1. (S–Sz). Főszerk. Dávid Gyula. Bukarest–Kolozsvár: Kriterion; Kolozsvár: Erdélyi Múzeum-Egyesület. 2010.  ISBN 978-973-26-0961-3